# Вороново (Калінінградська область)
Вороново (рос. Вороново) — селище Гур'євського міського округу, Калінінградської області Росії. Входить до складу Новомосковського сільського поселення.
Населення — 65 осіб (2015 рік).

## Населення
| 2002 | 2010 | 2011 |
| ---- | ---- | ---- |
| 63   | ↘37  | ↗65  |